# Saint-Mars-d’Outillé
Saint-Mars-d’Outillé település Franciaországban, Sarthe megyében. Lakosainak száma 2471 fő (2022. január 1.). Saint-Mars-d’Outillé Brette-les-Pins, Teloché, Écommoy, Marigné-Laillé, Parigné-l’Évêque és Pruillé-l’Éguillé községekkel határos.

## Népesség
A település népessége az elmúlt években az alábbi módon változott:
| Lakosok száma | 2345 | 2389 | 2442 | 2418 | 2429 | 2439 | 2450 | 2455 | 2471 |
|               | 2013 | 2015 | 2016 | 2017 | 2018 | 2019 | 2020 | 2021 | 2022 |